# Veľký Grob
Veľký Grob es un municipio del distrito de Galanta en la región de Trnava, Eslovaquia, con una población estimada a final del año 2024 de 1451 habitantes.
Se encuentra ubicado en el centro-sur de la región, en la depresión danubiana y cerca del río Váh (cuenca hidrográfica del Danubio) y de la región de Bratislava.

## Demografía
| Año        | 1994 | 2004    | 2014    | 2024     |
| ---------- | ---- | ------- | ------- | -------- |
| Población  | 1247 | 1290    | 1307    | 1451     |
| Diferencia |      | +3,44 % | +1,31 % | +11,01 % |

| Año        | 2023 | 2024    |
| ---------- | ---- | ------- |
| Población  | 1459 | 1451    |
| Diferencia |      | −0,54 % |